# Skiffia multipunctata
El tiro pintado (Skiffia multipunctata) es una especie de pez dulceacuícola endémico de los estados de Jalisco y Michoacán. Esta especie pertenece a la familia Goodeidae, la cual está conformada en su mayoría por especies endémicas de México.

## Clasificación y descripción
Es un pez de la familia Goodeidae del orden Cyprinodontiformes. Es un pez pequeño que tiene un cuerpo alto muy comprimido. Su coloración es muy variable, siendo típico encontrar organismos con numerosas manchas en los costados y aletas no pareadas, algunas veces estas manchas pueden estar dispuestas en hileras. En algunas poblaciones los machos pueden mostrar manchas marrón, manchas color negro oscuro e incluso grandes manchas que casi pueden cubrir por completo el cuerpo del pez. Las hembras suelen ser menos coloridas, presentando una coloración grisácea-marrón sin manchas o colores contrastantes. Este pez alcanza una talla máxima de 72 mm de longitud patrón. Se alimenta de algas y aufwuchs (pequeños animales y plantas incrustados en sustratos duros), en ocasiones puede consumir raíces de Taxodium y algunos pequeños insectos en la superficie.

## Distribución
Es una especie endémica de la cuenca de los ríos Lerma-Grande de Santiago, en los estados de Jalisco y Michoacán.

## Ambiente
El tiro manchado habita en lagos pequeños, ríos de aguas tranquilas y estanques alimentados por manantiales y zanjas. Muestra predilección por sitios con sustratos lodosos, limosos, arenosos o rocosos. Habita en zonas someras de hasta 1.5 m de profundidad, aunque es común observarlo en zonas menores a 1 m de profundidad con corrientes nulas a moderadas y de agua clara a turbia.

## Estado de conservación
Su población ha presentado una serie de extinciones locales, reportándose solo en el 16.6% de las localidades con registro histórico. Este pez endémico se encuentra enlistado en la Norma Oficial Mexicana 059 (NOM-059-SEMARNAT-2010) como especie Amenazada (A); aún no ha sido evaluado por la Unión Internacional para la Conservación de la Naturaleza (UICN), por lo que no se encuentra en la Lista Roja.